# Ulrich Roski
Ulrich Roski (* 4. März 1944 in Prüm in der Eifel; † 20. Februar 2003 in Berlin) war ein deutscher Liedermacher, der seine größten Erfolge in den 1970er Jahren hatte.

## Biografie
Ulrich Roski wuchs im Berliner Bezirk Wedding auf. Während der Schulzeit am Französischen Gymnasium in Berlin waren er und der spätere Liedermacher Reinhard Mey Klassenkameraden.
Ulrich Roski beschrieb in seinen Liedern mit einer Mischung aus lakonischem Humor und Wortwitz die Tücken des Alltags. Er war Preisträger bei den Internationalen Essener Songtagen für sein Lied Beschreibung eines Stierkampfes. Seit 1970 veröffentlichte er mehr als 20 Platten und CDs. Einige seiner Lieder wie Kleiner Mann im Ohr, Des Pudels Kern oder Lonesome Rider schafften es Mitte der 1970er Jahre bis in die oberen Plätze der Hitparaden. In dieser Phase trat er unter anderem in der Hamburger Musikhalle und der Berliner Philharmonie auf. Die meisten seiner Auftritte absolvierte er allein, wobei er sich am Klavier oder mit der Gitarre begleitete. Im Rahmen einer gemeinsamen Tournee spielte er auch zusammen mit Schobert und Black und Hannes Wader.
Später kehrte er wieder auf Kabarett- und Kleinkunstbühnen zurück. Der unmittelbare Kontakt zum Publikum sei ihm wichtig und biete Stoff für neue Texte, erklärte er damals. Meistens schrieb Roski seine Musik und Texte selbst. Nur auf der Platte So hat es die Natur gewollt veröffentlichte er, neben drei eigenen Liedern, acht von ihm vertonte Gedichte des österreichischen Schriftstellers Andreas Okopenko aus dessen Gedichtband Warum sind die Latrinen so traurig, Spleengesänge und eins von Georg Bungter (der hauptsächlich für seine von Schobert & Black vorgetragenen Limericks bekannt ist).
In den 1980er Jahren komponierte er Instrumentalstücke auf diversen Synthesizern und verwendete dafür das Pseudonym Riko Chruils, ein Anagramm seines Namens.
Neben Liedern und Bühnentexten verfasste Roski auch Sketche und Kurzhörspiele für Rundfunk und Fernsehen  (unter anderem für Diether Krebs in Voll Daneben).

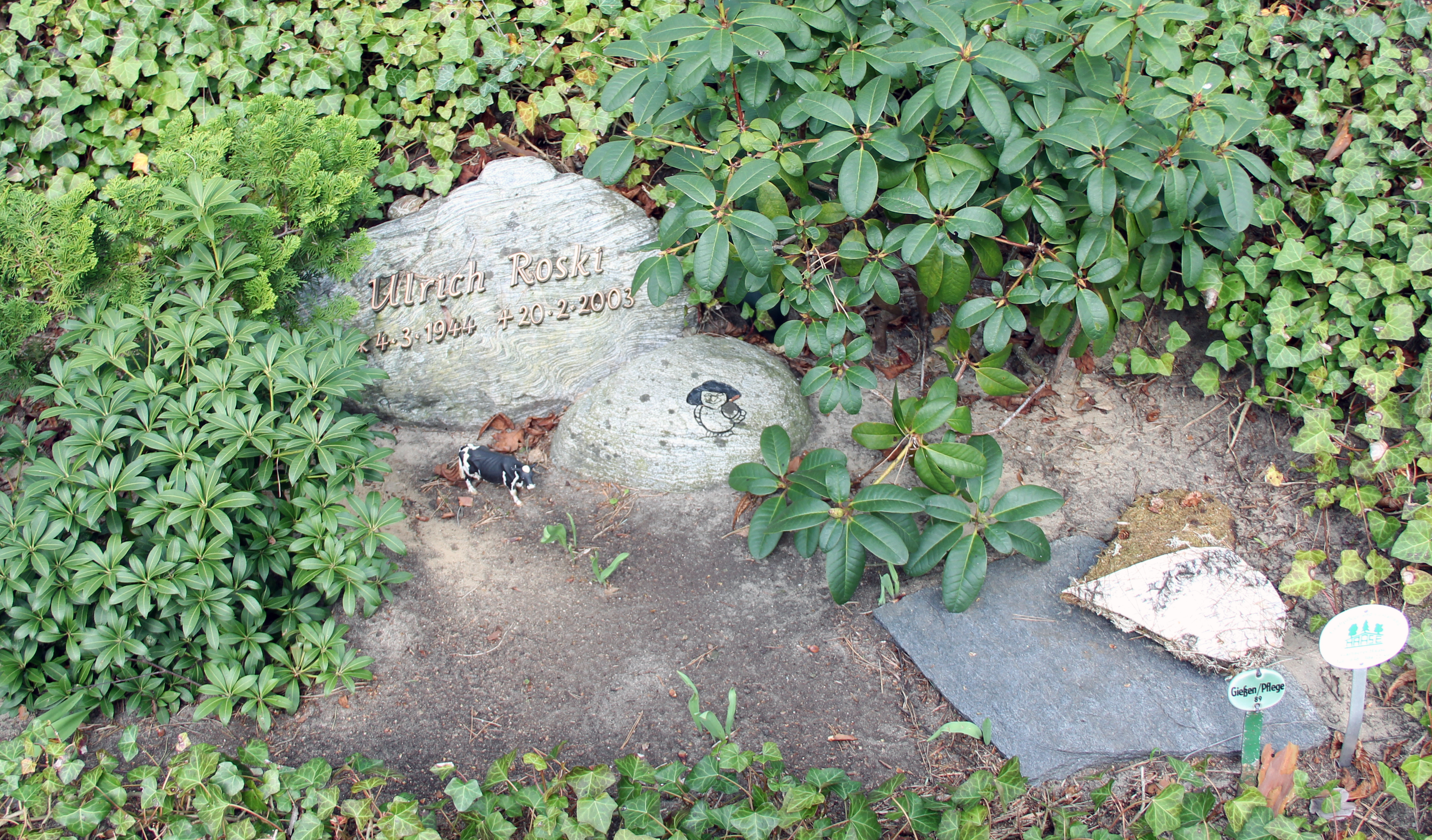
Grab von Ulrich Roski auf dem Friedhof Heerstraße in Berlin-Westend

Im Jahr 2002 veröffentlichte er seine Autobiografie In vollen Zügen. In mehreren Interviews und seinen letzten Bühnenprogrammen hatte er mit Galgenhumor auch über seine Erfahrungen mit seinem langjährigen Krebsleiden berichtet.
Ulrich Roski starb, zwölf Tage vor seinem 59. Geburtstag, am 20. Februar 2003 an einer inneren Blutung, verursacht durch ein Zungenkarzinom. Sein Grab befindet sich auf dem landeseigenen Friedhof Heerstraße in Berlin-Westend (Grablage: 4-B-Böschung-1), neben der letzten Ruhestätte von Paul Wegener.
Roski war verheiratet mit der Psychoanalytikerin Irene Roski.

## Nachwirkungen
Seine Tochter Sandra Roski lud seither im April 2004, im Oktober 2005, im März 2009, im März 2013, im November 2019 sowie im September 2024 Künstler zu Ulrich-Roski-Memorials in die Berliner Kalkscheune und ins Tipi am Kanzleramt ein. Weggefährten und Mitglieder der Berliner Kleinkunstszene sorgten dabei mit ihren Interpretationen von Roskis Liedern für sein Andenken.

## Diskografie

### LPs
- Ein Hoch auf den freiheitlichen Berliner, (Eigenproduktion), (EP), 1969
- ...daß dich nicht die Schweine beißen, (TELDEC SLE14593–P), 1970
- Das macht mein athletischer Körperbau, (TELDEC SLE14629–P), 1971
- Erste Hilfe, (TELDEC SLE14667–P), 1972
- Concerto Grosso, (TELDEC SLE14718–P), 1973
- Der kleine Mann von der Straße, (TELDEC SLE14754–P), 1974
- Das ist der Dank, (TELDEC 6.22087AS), 1975
- ‘n Abend, (live), (TELDEC 6.28345DX), (doppel-LP), 1975
- Der Nächste bitte, (TELDEC 6.2300AS), 1977
- Man kommt viel rum, (live), (TELDEC 6.28456DT), (doppel-LP), 1978
- So hat es die Natur gewollt, (TELDEC 6.23548AS), 1978
- Die Kuh muß vom Eis, (TELDEC 6.23995AS), 1980
- Spinatwachteln im Schlafrock, (live), (TELDEC 6.28541), 1981
- Rauhe Schale, weicher Keks, (TELDEC 6.24826), 1981
- Aber bitte nicht so laut, (TELDEC 6.25 296), 1982
- Immer in der Mitte, (Intercord 160.195), 1984
- Es geht auch anders – aber so geht es auch, (live), (Koch International E 130 025), (doppel-LP), 1987
- Sowas gibt es nur im Leben, (Bellaphon), (MC), 1984
- Schwoche sprach zu seiner Schwochen, (Ingrid Richter I&R 26198), (MC), 1986

### CDs
- Es geht auch anders – aber so geht es auch, (live), (Conträr Musik 82966-2), (doppel-CD), 1992
- Jahre später – Werkschau 1, (Conträr Musik 89620-2), 1998
- Ein schöner Fang, (W.I.M), 2000
- Ich lerne sprechen, (live), (BMG Wort), 2001
- Rückblick – Werkschau 2, (Conträr Musik 81357-2), 2002
- Schwoche sprach zu seiner Schwochen – Werkschau 3, (Conträr Musik 85919-2), 2005
- Unvergessen – Werkschau 4, (Conträr Musik 90199-2), 2007
- Wunschkonzert – Werkschau 5, (Conträr Musik 82668-2), 2010
- Original Album Series, (Warner Music 5054197-01513-2-6), (5-CD Box-Set – enthält: Das macht mein athletischer Körperbau, Erste Hilfe [mit 2 Bonustiteln], Concerto Grosso  [mit 2 Bonustiteln], Das ist der Dank, Der Nächste bitte), 2016

## Bücher
- Der kleine Mann von der Straße. Ingrid Richter Musikvertrieb und Verlag, Berlin 1977, DNB 821263072.
- In vollen Zügen – Vom Leben auf Rädern – Die Autobiographie. Eichborn, Frankfurt am Main 2002, ISBN 3-8218-3921-X.
- Man darf das alles nicht so verbissen seh’n. Ingrid Richter Musikverlag, Teltow 2010, ISBN 978-3-00-029425-9.